# Precocial

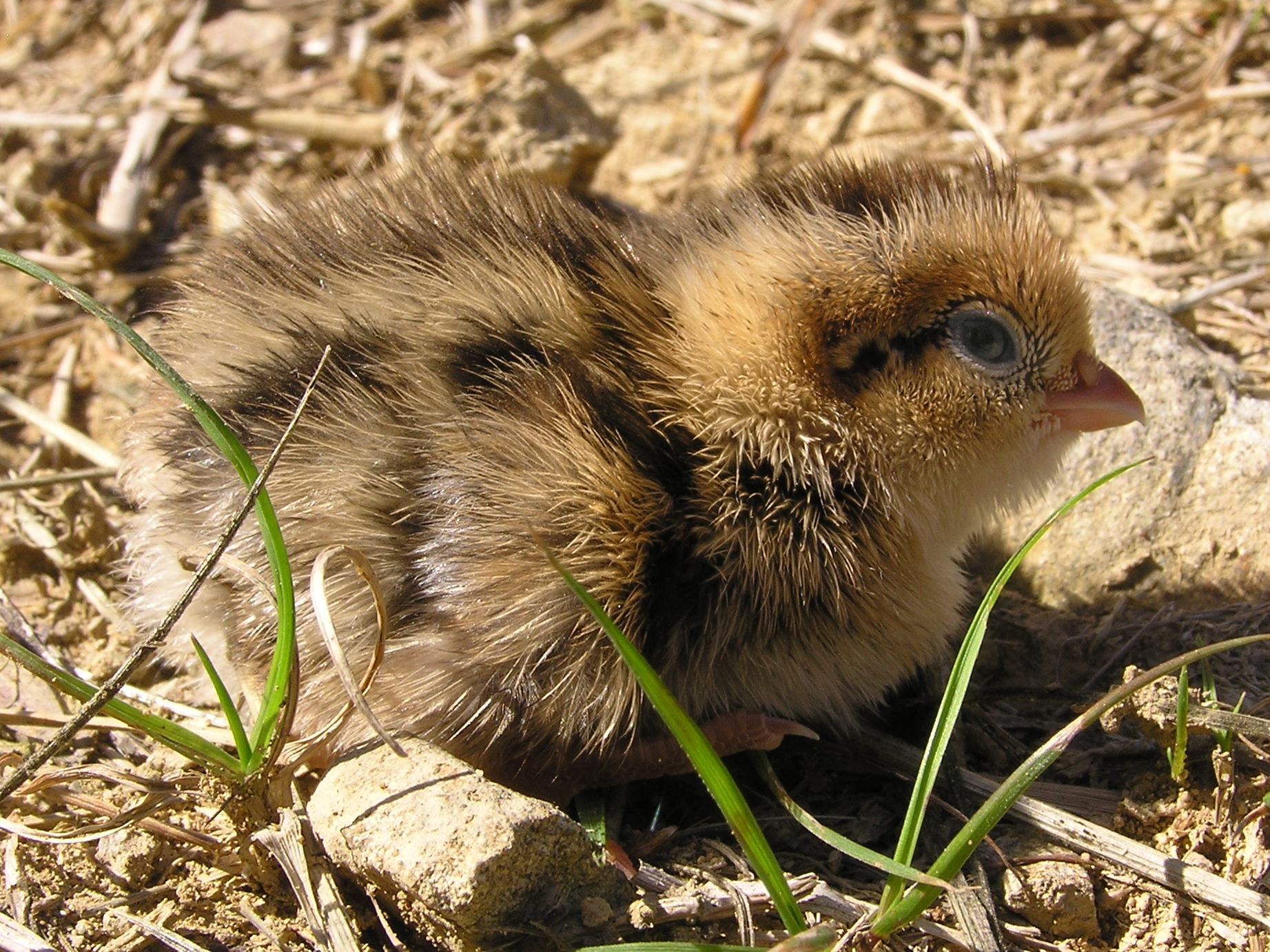
Um pinto precocial.

Em biologia, uma espécie de animal é  precocial (ou nidífugo) quando as crias são independentes dos progenitores pouco tempo depois do seu nascimento. Por oposição, uma espécie diz-se altricial (ou nidícola) quando crias dependem dos adultos para locomoção e alimento por algum tempo depois do nascimento.

## Generalidades
Os animais precociais já nascem amplamente desenvolvidos e abandonam o ninho imediatamente após a eclosão do ovo ou do nascimento. A princípio, conseguem sobreviver sozinhos imediatamente no ambiente, embora sejam muitas vezes protegidos e alimentados pelos adultos, dependendo das circunstâncias até por semanas.

## Tipos de animais precociais
- Precociais extremos: répteis - as crias nascem plenamente desenvolvidos, sem nenhuma incubação
- Precociais primários: galinhas, patos, ralídeos, grous - longo período de incubação, as crias necessitam de poucos cuidados
- Precociais secundários: ungulados (animais de casco), cetáceos, símios - longo período de gestação, nascem bem desenvolvidos, com relação mãe-cria intensa